# Luis Antonio Folgueras y Sión
Luis Folgueras y Sión (Villavaler, León, 13 de dezembro de 1769 - Granada, 1850) foi um clérigo espanhol, primeiro bispo da diocese de San Cristóbal de La Laguna e arcebispo de Granada.
Ele foi escolhido como o primeiro bispo da diocese recém-criada de San Cristóbal de la Laguna em 24 de junho de 1824 e foi confirmado em 27 de setembro. Ele tomou posse em 19 de junho de 1825, no mesmo dia em que sua ordenação episcopal. Seu episcopado foi caracterizado por confrontos com o capítulo da catedral.
Fundou o Seminário Diocesano de La Laguna em 1832, regulando os problemas econômicos em 1834. Dirigiu a diocese até 17 de janeiro de 1848, quando foi eleito arcebispo de Granada. Após sua transferência para Granada, a sede de Tenerife foi cancelada, indo para a tutela administrativa da diocese das Canárias até a assinatura do Concordat de 1851.
Até agora, ele tem a maior longevidade como bispo de San Cristóbal de La Laguna, com 24 anos de serviço pastoral. Ele morreu em 28 de outubro de 1850 em Granada, enterrado na catedral.